# Camp des Loges (base militaire)
Pour les articles homonymes, voir Camp des Loges.
Le camp des Loges est une base militaire française située dans une clairière de la forêt domaniale de Saint-Germain-en-Laye (Yvelines).
Il a accueilli la Direction régionale du Génie en Île-de-France fondée en 1856, le 526e bataillon du train dissout, et un détachement du 8e régiment de transmissions. 
De 1954 à 1966, le Camp de Loges a abrité le Commandement des forces des États-Unis en Europe.
Il est actuellement le lieu de stationnement des unités ou états-majors suivants:
- l'état-major interarmées de la zone de défense d'Île-de-France ;
- le commandement de l'opération Sentinelle pour l'Île-de-France ;
- la direction interarmées des réseaux d'infrastructure et des systèmes d'information des Loges ;
- le centre ministériel de gestion du personnel civil de la Défense d'Île-de-France ;
- la plateforme achat finances d'Île-de-France (PFAF) ;
- le centre de contrôle du projet Galileo.

## Hébergement
En 2020, la construction de 150 logements pour les militaires affectés à cette caserne est lancée. 